# Thommer Born

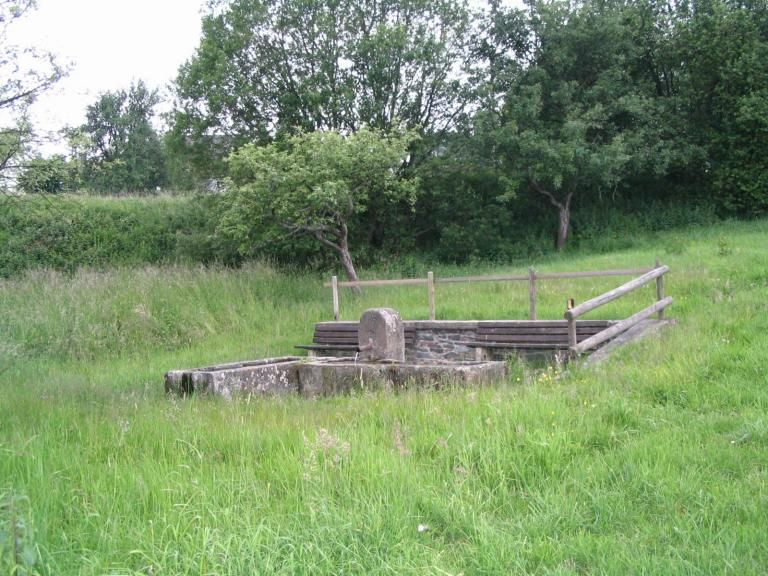
Thommer Boor (2005)

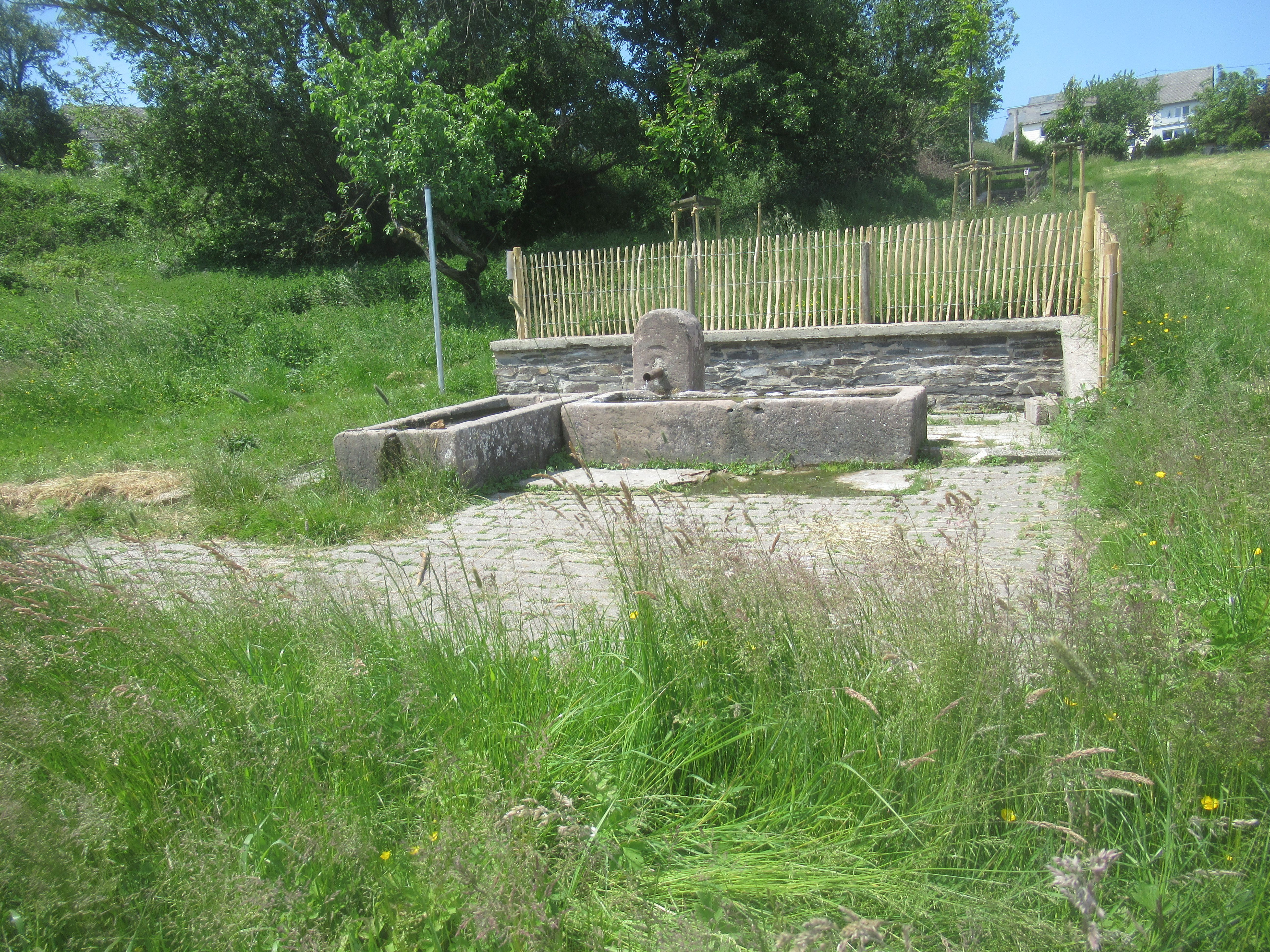
Thommer Boor (2023)

Der Thommer Born (mundartlich: Thommer Boor) ist ein Brunnen und ein Kulturdenkmal bei Thomm im Landkreis Trier-Saarburg in Rheinland-Pfalz. 
Er war namensgebend für die Thommer Borngasse.
Die gefasste Quelle mit Sandsteintrögen aus dem 19. Jahrhundert liegt südöstlich des Ortes im zum Thommerbach abfallenden Wiesengelände.
Das Gelände liegt unmittelbar am Schiefer-Wackenweg und wurde im April 2023 neu gestaltet.
Weitere Brunnen in Thomm sind der neue Dorfbrunnen am Dorfplatz an der Kapellenstraße und der versiegte Pergenborn an der Ecke Trierer Straße/Waldracher Weg.

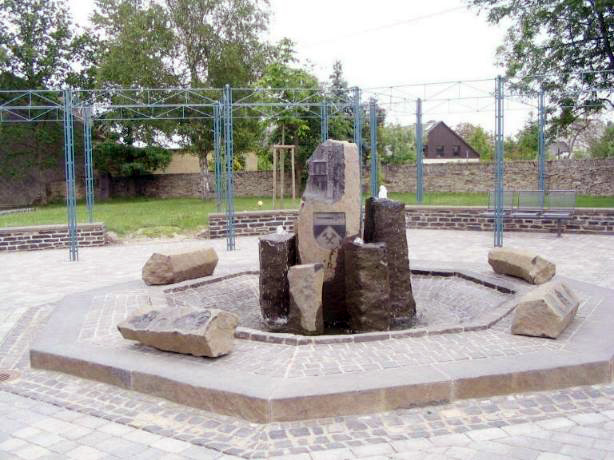
Neuer Dorfbrunnen
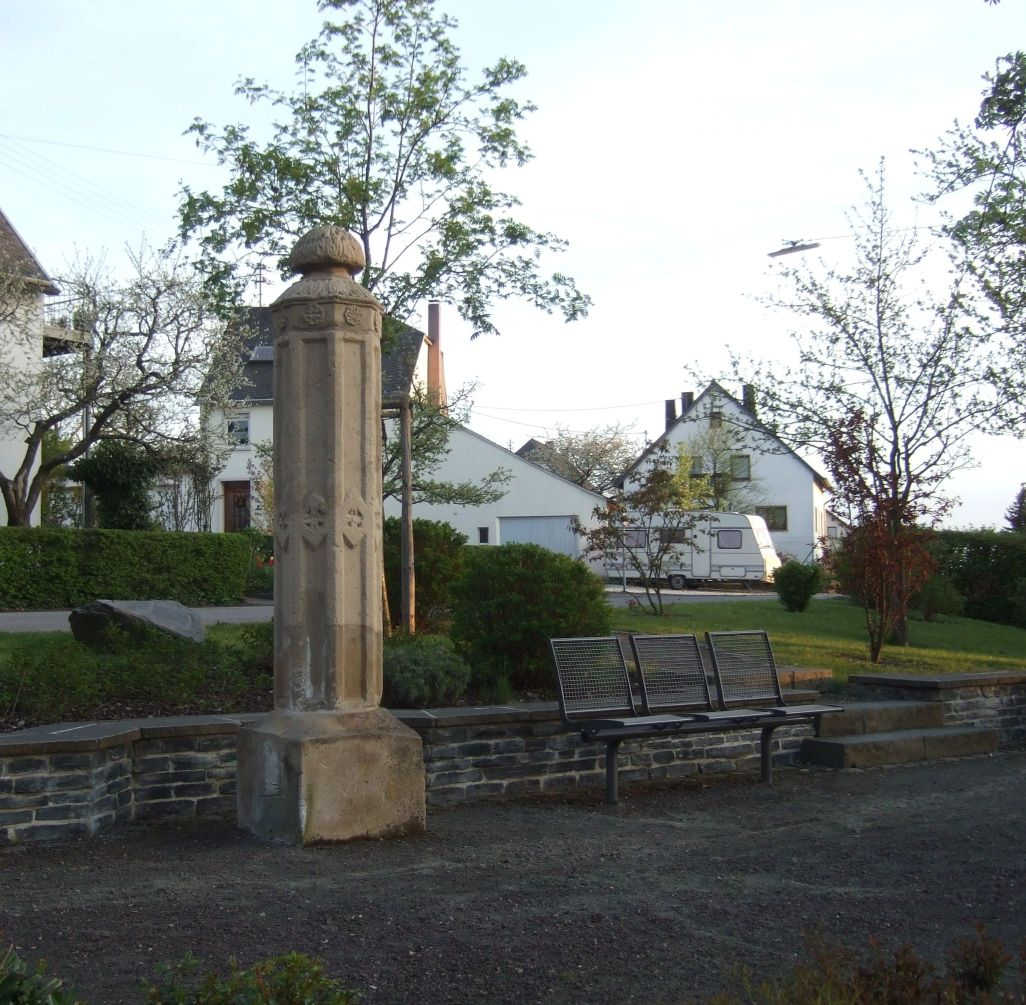
Pergenborn